# Municipio de Frailey
El municipio de Frailey (en inglés: Frailey Township) es un municipio ubicado en el condado de Schuylkill en el estado estadounidense de Pensilvania. En el año 2000 tenía una población de 416 habitantes y una densidad poblacional de 17 personas por km².

## Geografía
El municipio de Frailey se encuentra ubicado en las coordenadas 40°37′20″N 76°26′59″O / 40.62222, -76.44972.

## Demografía
Según la Oficina del Censo en 2000 los ingresos medios por hogar en la localidad eran de $32,679 y los ingresos medios por familia eran $36,250. Los hombres tenían unos ingresos medios de $28,000 frente a los $19,327 para las mujeres. La renta per cápita para la localidad era de $12,780. Alrededor del 4,0% de la población estaban por debajo del umbral de pobreza.